# Juan de Arjona
Juan de Arjona (Granada, ¿1560?-1603) fue un religioso, traductor y poeta español de la Escuela antequerano-granadina.

## Biografía
Poquísimo se sabe sobre este humanista y escritor, aunque fuera tan unánimemente admirada su portentosa habilidad para traducir con inspirada perfección clásicos latinos en verso castellano, capacidad que llegó a ser denotada como "milagrosa" y que pasmó incluso a tan duro crítico como era don Marcelino Menéndez Pelayo.
Nicolás Antonio, que duda sobre su identidad, confirma que era granadino, licenciado y poeta narrativo y burlesco:

Anonymus, de Arjona cognominatus cum licenciati academica nota, Granatensis, poeta laudatur non perfunctorie ex opere quodam metrico fabuloso et iocoso: si unum et idem est, Pedraza teste in Granatensi Historia: La Thebaida y Mosca de Arjona

Era cura beneficiado de Puente de Pinos (hoy Pinos Puente) y falleció a edad demasiado pronta, según todos, en 1603, cuando llevaba seis años traduciendo en octavas reales los doce libros de hexámetros de la Tebaida, la obra máxima del poeta latino Publio Papinio Estacio, dejándola incompleta a falta de los tres últimos hasta que finalmente fue concluida por su amigo, también presbítero, Gregorio Morillo después de 1618, según declara en el prólogo que este le puso, donde además discurre sobre el arte de la traducción o traductología. Morillo hizo un excelente trabajo y dejó un texto por completo preparado para la imprenta.
Arjona pretendía dedicar su obra al licenciado don Bernabé de B[arre]da. Llegaron hasta hoy tres copias manuscritas; sin embargo, solo se imprimió muchísimos años después: Adolfo de Castro, primero parcialmente (1848) y luego en su totalidad (1855) publicó en la Biblioteca de Autores Españoles (t. XXXVI) “La Tebaida, de Estacio, traducida por el Licenciado Juan de Arjona”; esta es una edición deficiente según todos los criterios ecdóticos y filológicos, sobre todo en escansión, onomástica, puntuación y conocimiento de la lengua de la época, por no hablar de la molesta letra diminuta. Hubo una segunda edición, en 1888, para la Biblioteca Clásica Hernando (La Tebaida de P. P. Estacio I-II) en dos tomos.
Los elogios contemporáneos a este poeta de la corriente manierista o prebarroca son más que subidos. Del clasicista Cristóbal de Mesa, por ejemplo, o de Diego Saavedra Fajardo en su República literaria:

Este mismo tiempo alcanzó Juan de Arjona, y con mucha facilidad intentó la traducción de Estacio, encendiéndose en aquel espíritu; pero, prevenido de la muerte, la dejó comenzada, en la cual muestra gran viveza y natural, siguiendo la ley de la traducción, sin bajarse a menudencias y niñerías. (Diego Saavedra Fajardo, "República Literaria", en B. A. E., XXXVI, p. 26)

Lope de Vega le dedicó 22 quintillas como respuesta a una carta que le envió con la traducción y que habían de figurar en los liminares de la futura edición:

Nuevo Apolo granadino, / pluma heroica, soberana, / alma de Estacio latino, / que con tu voz castellana / haces su canto divino. / Que, por lo que me aventajo, / más quisiera, aunque soy bajo, / para vuelo tan subtil, / ser un jaspe de Genil / que el mejor cisne del Tajo...

Lara Garrido apunta con buen juicio la elección del poeta granadino de esta obra por sus valores humanísticos y estéticos:

Menéndez Pelayo lamentaba que tan magistral traducción y forma tan cuidada se aplicasen a Estacio y no a la Eneida, sin contar con la significativa afinidad que supone elegir un poema que prodiga la descripción magnificada de naturaleza y artificio, el libre desarrollo de la mitología y el estudio múltiple de los estados límite del sentimiento humano que precisa toda explanación narrativa de un ciclo trágico.

Existen buenas ediciones electrónicas de Pere-Enric Barreda y de Jesús M. Morata. También fue autor de los poemas Tercetos en loor del puerco y Tercetos en loor de la mosca. Este último fue escrito hacia 1598-1603 e imita el Laus muscarum incluido en la Moschaea del humanista italiano y poeta macarrónico-burlesco Teófilo Folengo.